# إدوارد جيمس ماكوراي
إدوارد جيمس ماكوراي هو سياسي كندي، ولد في 4 يونيو 1878 في ثايمس سنتر في كندا، وتوفي في 20 أبريل 1969. نشط حزبياً في الحزب الليبرالي الكندي. وقد انتخب عضو مجلس العموم الكندي.